# Tarasivka, Vradiivka
Tarasivka (în ucraineană Тарасівка) este un sat în comuna Huleanîțke din raionul Vradiivka, regiunea Mîkolaiiv, Ucraina.

## Demografie
Componența lingvistică a localității Tarasivka
     Ucraineană (95,62%)
     Rusă (2,92%)
     Română (1,46%)
Conform recensământului din 2001, majoritatea populației localității Tarasivka era vorbitoare de ucraineană (95,62%), existând în minoritate și vorbitori de rusă (2,92%) și română (1,46%).